# Doripenem
Doripenem  es un antibiótico de amplio espectro, inyectable. Es un antibiótico betalactámico y pertenece al subgrupo carbapenem indicado para tratar infecciones bacterianas graves de las vías urinarias, el riñón y el abdomen.
Fue lanzado por el Lab. Shionogi Co. de Japón bajo la marca registrada "Finibax" en 2005.  Es particularmente activo contra la bacteria Pseudomonas aeruginosa.
La Comisión Europea ha autorizado la comercialización en toda la Unión Europea el 25 de julio de 2008.

## Indicaciones
Antibacteriano de gran espectro, al igual que el resto de la familia de carbapenems, con la ventaja de ser más estable una vez diluido y poder mantener la infusión del antibiótico hasta 1 hora y en el caso de neumonía asociada a ventilación mecánica, se admiten infusiones hasta 4 horas.
Las indicaciones para las que está aprobado son:
- Neumonía nosocomial, incluida la neumonía asociada a ventilación mecánica.
- Infección intraabdominal complicada.
- Infecciones urinarias complicadas, incluida pielonefritis.

## Mecanismo de Acción
Inhiben la formación de la pared bacteriana que interrumpe el paso de la transpeptidación de la síntesis de peptidoglicanos.

## Dosis y posología
| Infección                           | Posología | Frecuencia   | Infusión    |
| ----------------------------------- | --------- | ------------ | ----------- |
| Neumonía nosocomial                 | 500 mg    | cada 8 horas | 1 o 4 horas |
| Infección intraabdominal complicada | 500 mg    | cada 8 horas | 1 hora      |
| Infección urinaria                  | 500 mg    | cada 8 horas | 1 hora      |

En presencia de disfunción renal o hepática se aconseja modificar la posología según este esquema:
| Función renal                               | Dosificación         |
| ------------------------------------------- | -------------------- |
| Filtrado Glomerular 50-80                   | 500 mg cada 8 horas  |
| Filtrado Glomerular 30-50                   | 250 mg cada 8 horas  |
| Filtrado Glomerular 10-30                   | 250 mg cada 12 horas |
| Filtrado Glomerular < 10                    | Sin información      |
| Dosis tras hemodiálisis                     | Sin información      |
| Dosis en hemofiltración venovenosa continua | Sin información      |
| Insuficiencia hepática moderada o severa    | Sin modificación     |

## Contraindicaciones
Reacciones de hipersensibilidad a doripenem u otros carbapenems (imipenem, meropenem, ertapenem) y reacciones anafilácticas a betalactámicos.

## Interacciones
- Probenecid: aumenta la concentración plasmática de doripenem, disminuyendo la secreción tubular del antibiótico.
- Ácido valproico: los carbapenems reducen la concentración sérica de ácido valproico.